# Episodi di Die Männer vom K3 (prima stagione)
La prima stagione della serie televisiva Die Männer vom K3 è stata trasmessa in anteprima in Germania dalla Das Erste tra il 24 settembre 1988 e il 13 luglio 1989.
| nº | Titolo originale           | Titolo italiano | Prima TV Germania | Prima TV Italia |
| -- | -------------------------- | --------------- | ----------------- | --------------- |
| 1  | Familienfehde              | inedito         | 24 settembre 1988 | inedito         |
| 2  | Spiel über zwei Banden     | inedito         | 29 ottobre 1988   | inedito         |
| 3  | Schützenfest               | inedito         | 10 dicembre 1988  | inedito         |
| 4  | Diamanten machen Freunde   | inedito         | 2 marzo 1989      | inedito         |
| 5  | Der Mann im Dunkeln        | inedito         | 6 aprile 1989     | inedito         |
| 6  | Tödlicher Export           | inedito         | 4 maggio 1989     | inedito         |
| 7  | Augen zu und durch         | inedito         | 26 giugno 1989    | inedito         |
| 8  | Volle Deckung, Kopf runter | inedito         | 13 luglio 1989    | inedito         |